# Stanisław Henryk Szczucki
Stanisław Henryk Szczucki (ur. 20 lipca 1892 w Antoninach, zm. 16–19 kwietnia 1940 w Katyniu) – rotmistrz Wojska Polskiego, kawaler Orderu Virtuti Militari, ofiara zbrodni katyńskiej.

## Życiorys
Syn Juliusza i Bogumiły z Bodnarów, urodzony 20 lipca 1892 w Antoninach, w ówczesnym powiecie zasławskim guberni wołyńskiej. W latach 1904–1908 uczył się w Szkole Handlowej Edwarda Rontalera w Warszawie, a później przeniósł się do Szkoły Handlowej w Krzemieńcu, w której dwa lata później złożył maturę. Następnie przez dwa lata studiował w Szkole Politechnicznej we Lwowie. W 1913 został powołany do armii rosyjskiej, ukończył Jelizawetgradzką Szkołę Kawalerii. Od 1918 żołnierz III Korpusu Polskiego w Rosji, do czasu internowania przez Austriaków. 

1 stycznia 1919 wstąpił do Wojska Polskiego i został przydzielony do szwadronu ziemi warszawskiej, z którym 17 lutego wyruszył na front litewsko-białoruski. W czerwcu został przeniesiony do 3 pułku ułanów. 13 stycznia 1920 objął dowództwo szwadronu. 28 lutego 1921 został zatwierdzony z dniem 1 kwietnia 1920 w stopniu porucznika, w kawalerii, w grupie oficerów byłych Korpusów Wschodnich i byłej armii rosyjskiej. W 1921 został uhonorowany Krzyżem Srebrnym Orderu Wojskowego Virtuti Militari, a we wniosku o nadanie tego odznaczenia, napisano:

W marcu 1920 r. wyróżnił się w walkach pod Lidą, gdzie wyprowadził nieostrzelanych ułanów spod ognia broni ręcznej i maszynowej, a jednego rannego ułana sam przeniósł na plecach w bezpieczne miejsce. W boju pod Jakimowską Słobodą nad Berezyną pierwszy rzucił się do ataku na bagnety, pociągając za sobą ułanów, a sam ranny, do końca wałki pozostawał w szyku.

Od 27 września 1921 do 7 lipca 1922 był słuchaczem kursu w Centralnej Szkole Jazdy w Grudziądzu. Po ukończeniu kursu powrócił do 3 puł. na stanowisko instruktora jazdy konnej. W listopadzie 1923 został przesunięty na stanowisko dowódcy szwadronu. W 1924 został przydzielony do 5 Samodzielnej Brygady Kawalerii na stanowisko dowódcy szwadronu pionierów. 3 maja 1926 został mianowany rotmistrzem ze starszeństwem z 15 sierpnia 1924 i 56,5. lokatą w korpusie oficerów kawalerii. W tym samym roku został przeniesiony do 8 pułku ułanów z pozostawieniem na stanowisku dowódcy szwadronu pionierów 5 SBK, a później 5 szwadronu pionierów. W 1937 został przeniesiony do dywizjonu przeciwpancernego 10 Brygady Kawalerii w Rzeszowie na stanowisko podkwatermistrza. Później został przeniesiony do korpusu oficerów administracji, grupa administracyjna. W marcu 1939 nadal pełnił służbę w dppanc. 10 BK na stanowisku oficera administracyjno-materiałowego. Na początku 1939 został przeniesiony w stan spoczynku.
W kampanii wrześniowej walczył w 3 puł. Po agresji ZSRR na Polskę z 17 września 1939, w nieznanych okolicznościach dostał się do niewoli sowieckiej. W kwietniu 1940 znajdował się na liście jeńców w obozie w Kozielsku. Między 15 a 17 kwietnia 1940 został przekazany do dyspozycji naczelnika Zarządu NKWD Obwodu Smoleńskiego – lista wywózkowa 032/1 z 14 kwietnia 1940, pozycja 45. Między 16 a 19 kwietnia 1940 został zamordowany w Katyniu, przez funkcjonariuszy Obwodowego Zarządu NKWD w Smoleńsku oraz pracowników NKWD przybyłych z Moskwy na mocy decyzji Biura Politycznego KC WKP(b) z 5 marca 1940 roku. Ofiary tej zbrodni grzebano w bezimiennych mogiłach zbiorowych, gdzie od 28 lipca 2000 roku mieści się oficjalnie Polski Cmentarz Wojenny w Katyniu. W miejscu tym prowadzone były ekshumacje i prace archeologiczne, jednak Stanisław Henryk Szczucki nie został zidentyfikowany.
Był żonaty z Zofią z Pruszyńskich.
5 października 2007 minister obrony narodowej Aleksander Szczygło mianował go pośmiertnie na stopień majora. Awans został ogłoszony 9 listopada 2007 w Warszawie, w trakcie uroczystości „Katyń Pamiętamy – Uczcijmy Pamięć Bohaterów".

## Ordery i odznaczenia
- Krzyż Srebrny Orderu Wojskowego Virtuti Militari nr 4491[2][3] – 1921[7]
- Krzyż Walecznych czterokrotnie[26][15][3]
- Srebrny Krzyż Zasługi – 17 marca 1934[27][15]
- Medal Pamiątkowy za Wojnę 1918–1921[5]
- Medal Dziesięciolecia Odzyskanej Niepodległości[5]

## Upamiętnienie
13 kwietnia 2016 roku, w ramach akcji „Katyń... pamiętamy” / „Katyń... Ocalić od zapomnienia”, w ogrodzie Pałacu Prezydenckiego został zasadzony Dąb Pamięci poświęconego wszystkim Ofiarom Zbrodni Katyńskiej, certyfikat z numerem 1.